# Opatství Waverley
Opatství Waverley je bývalý mužský cisterciácký klášter Panny Marie v hrabství Hampshire na jihozápadě Anglie, 3,2 km západně od městečka Farnhamu (Surrey), založený roku 1128 a zrušený roku 1536. Byl prvním cisterciáckým klášterem na území Spojeného království. Bylo z něj založeno pět dceřiných klášterů, všechny na území Anglie. V současnosti jsou ruiny klášterních budov konzervovány a zpřístupněny jako památka English Heritage.

## Historie

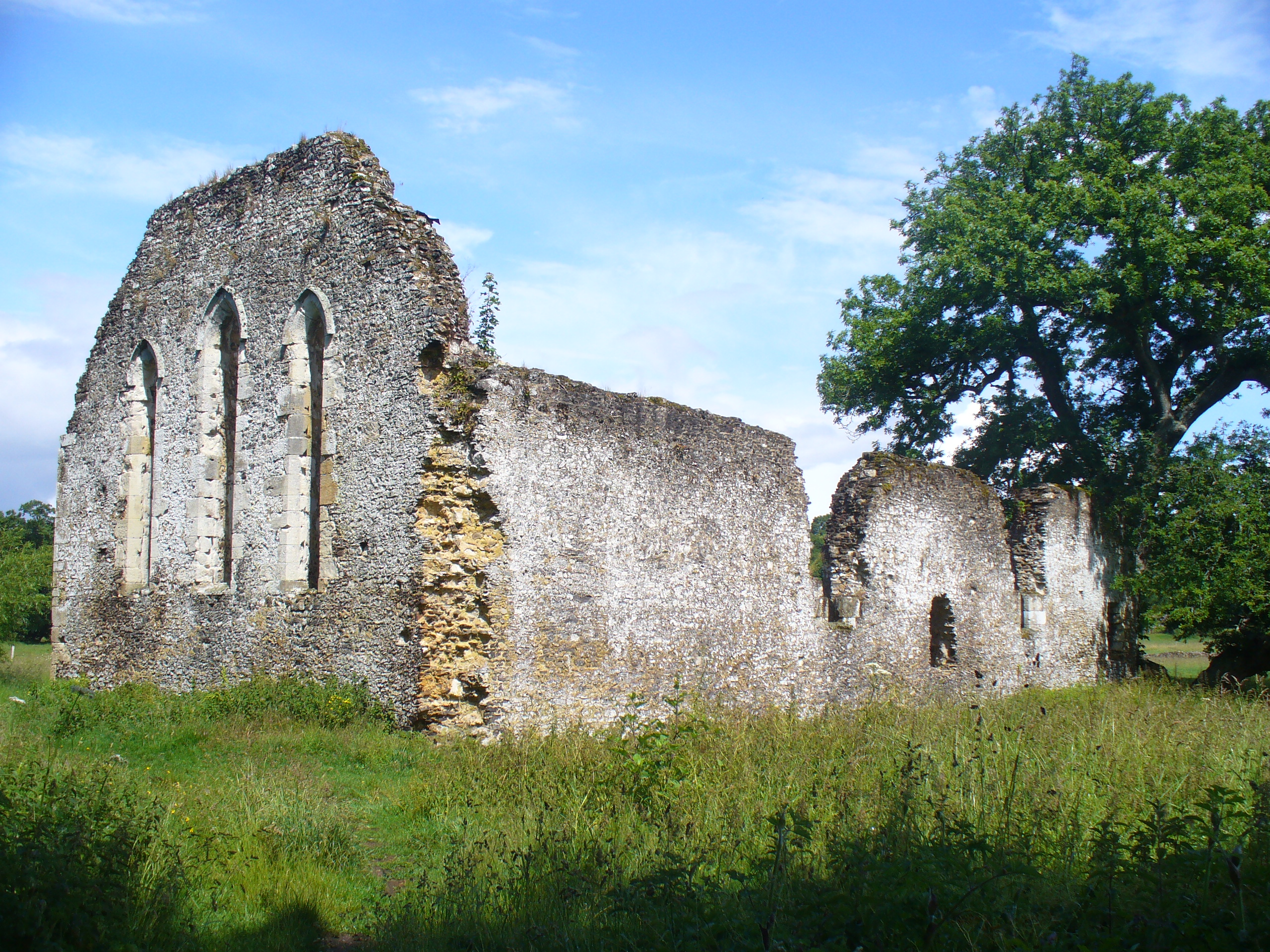
Dormitář mnichů

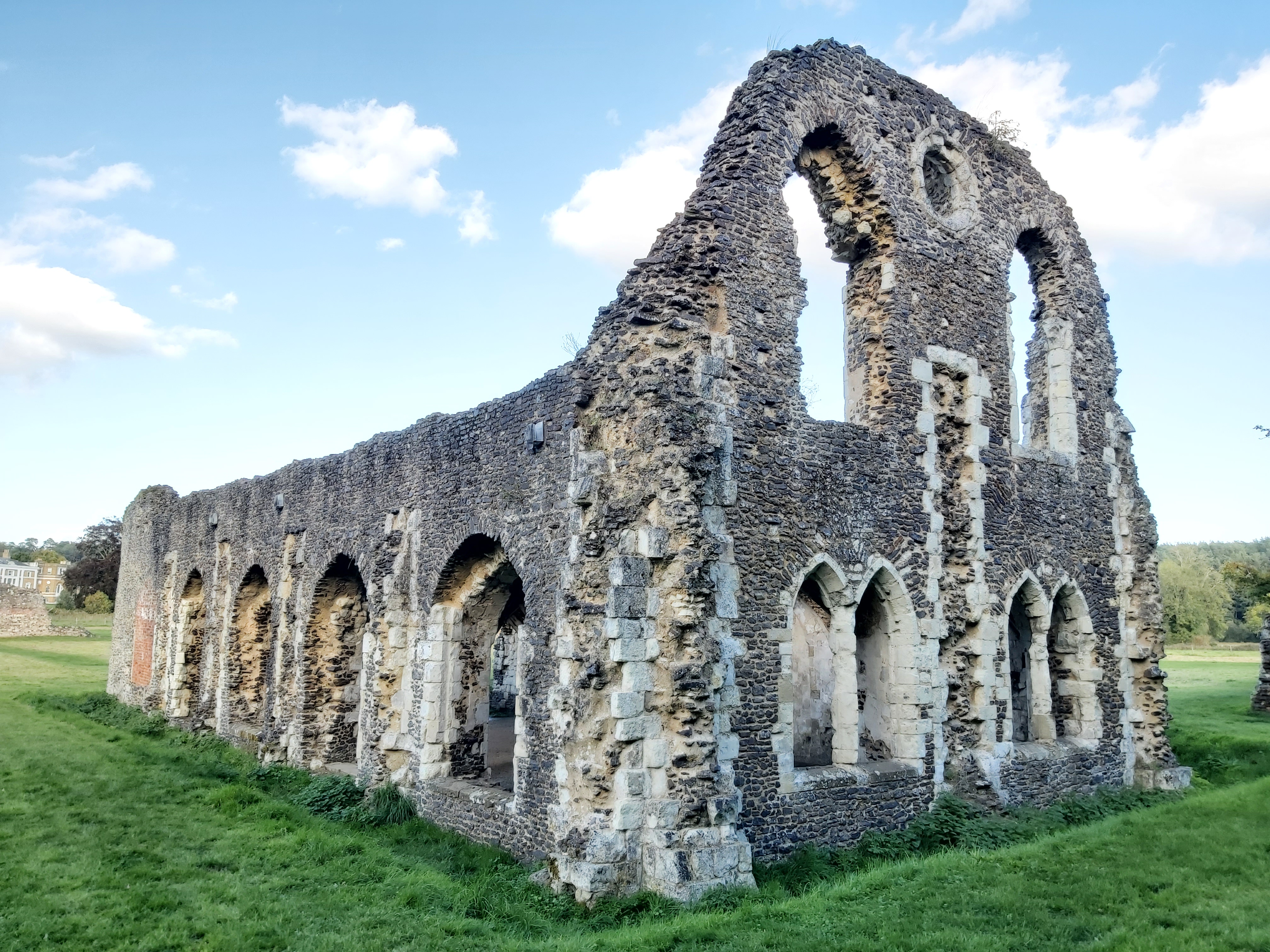
Refektář bratří laiků

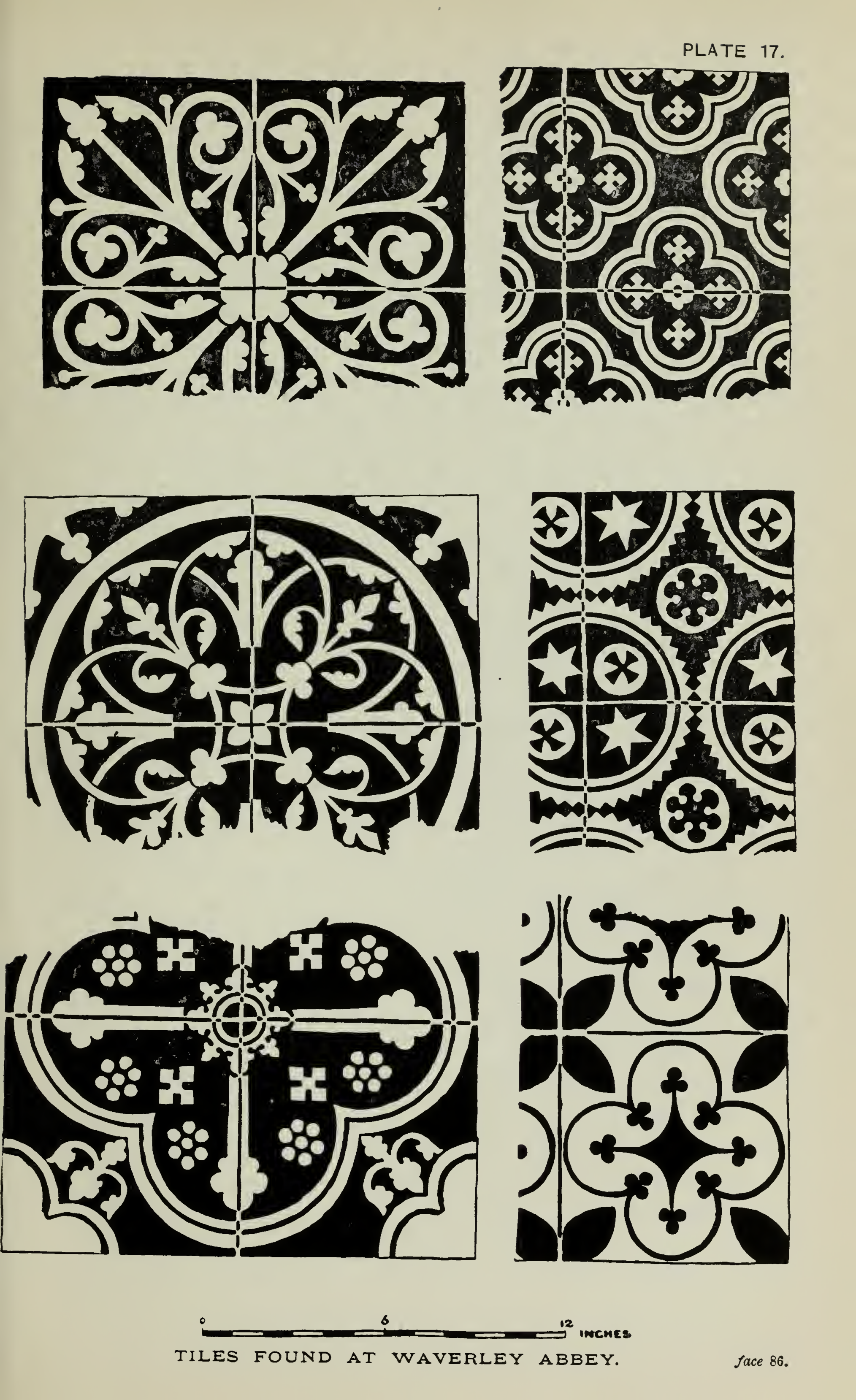
Vzory keramických dlaždic (Brakspear, 1905, tab. 17

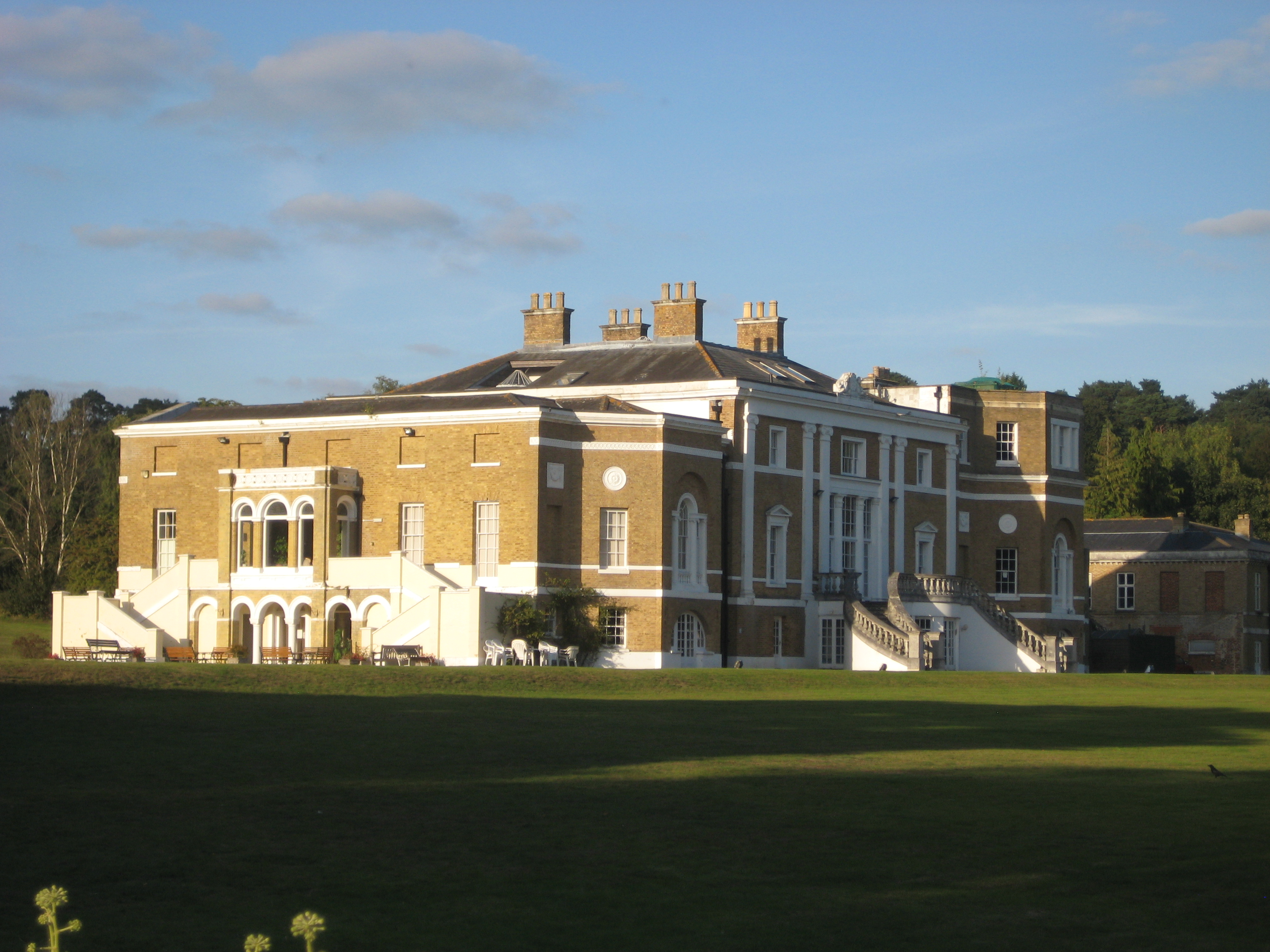
Barokní tzv. Opatský dům z roku 1725

Opatství Panny Marie založil roku 1128 William Giffard, biskup z Winchesteru, a povolal do něj opata a 12 mnichů-cisterciáků z Francie, z mateřského kláštera Elemosina (lat., francouzsky: L'Aumône) v Normandii. Majetkové zajištění měl klášter díky štědrému daru 30 akrů půdy od biskupa Jindřicha z Blois a osvobození od daní, které svou bulou z roku 1147 stvrdil papež Evžen III.
Klášter je situován na nábřeží řeky Wey, v její zátopové oblasti, a proto trpěl častými záplavami. Po ničivé povodni z počátku 13. století vzaly za své dřevěné stavby a klášter musel být celý postaven  z kamene. Mniši začali také budovat systém zděných kanálů, jimiž se snažili vodu odvést do okolí, a založili dva rybníky pro vlastní chov ryb. Archeologický výzkum z přelomu 19. a 20. století zdokumentoval  základy kostela Panny Marie s pravoúhlým chórem a románské stavební články odlišil od raně gotických. Během 13.- 15. století klášter prosperoval díky efektivnímu zemědělskému hospodářství i řemeslům. 
Král Jindřich VIII. Tudor roku 1536 toto opatství zrušil, stejně jako všechny ostatní kláštery v zemi. Budovy i s pozemky získal královský pokladník Sir William Fitzherbert a po něm další prominentní úředníci. Kámen z opatství byl použit na stavby v okolí, především na tzv. opatský dům z roku 1725, který s původní architekturou přímo nesouvisí. Dal si jej postavit John Aislabie, bývalý kancléř státní pokladny. Dále prošel vlastnictvím několika majitelů a po požáru z roku 1833 byl přestavěn do dnešní podoby. Za první světové války byl dům proměněn na vojenský lazaret a pro šlo jím na pět tisíc pacientů.
V současnosti je dům sídlem památkové správy English Heritage a neziskové křesťanské organizace Selwyna Hughuese CWR (Christian ministry Crusade for World Revival), která zde organizuje vzdělávací akce.
Okolí kláštera nezůstalo beze změn ani ve 20. století. Betonové zátarasy na cestách a ruina prachárny dosvědčují vojenské operace z obou světových válek.  

## Architektura

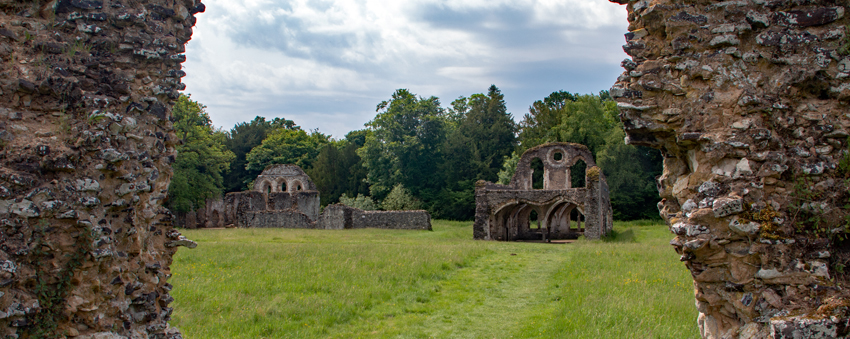
Panorama ruin opatství Waverley

Z původního komplexu nejméně 13 kamenných budov nebo jejich částí (1. kostel, 2. konvent s křížovou chodbou, 3. kapitulní síň, 4. refektář mnichů, 5. dormitář mnichů, 6. prelatura, 7. refektář bratří laiků a 8. dormitář bratří laiků, 9. kuchyň a calefactorium (ohřívárna), 10. nemocnice mnichů s kaplí, 11. nemocnice pro laiky a hosty, 12. dům pro hosty, 13. hovorna (parlatorium), 14.hospodářské budovy a sýpka) se dochovaly jen volně stojící neopravené ruiny pěti budov. Nejlépe jsou na tom refektář bratří laiků - raně gotické halové trojlodí s částečně dochovanými křížovými klenbami na sloupech, dormitář mnichů se štítovou zdí, a chodba hovorny s valenou klenbou. Z kostela zůstaly stát jen svalené úseky zdiva transeptu bez kleneb.  
Archeologický a stavebně historický výzkum z let 1899-1902 odhalil a zdokumentoval mj. fragmenty vnitřního zařízení, například ornamentální vzory podlahových dlaždic, nebo figurální zeleně glazovanou keramiku.

## Ohlas v kultuře
- Walter Scott dal svému románu z roku 1814 název Waverley, aniž by v něm vysvětlil souvislost s opatstvím.
- Malíř Harry Sutton Palmer zachytil na obraze z roku 1905 stav ruin kláštera, podobný současnému, a louky, využívané jako pastviny pro dobytek.
- Arthur Conan Doyle situoval do tajemných ruin opatství svou romanci Sir Nigel.
- Filmaři několikrát využili romantickou scenérii ruin, jak v detektivkách a akčních fantasy filmech (například americký Lovec: Zimní válka), tak v dramatech. K nejvíce ceněným patří film Královna Alžběta: Zlatý věk z roku 2007.